# Сельское поселение Кедровый
Се́льское поселе́ние Кедровый — муниципальное образование в Ханты-Мансийском районе Ханты-Мансийского автономного округа Российской Федерации.
Административный центр — посёлок Кедровый.

## История
Статус и границы сельского поселения установлены Законом Ханты-Мансийского автономного округа - Югры от 25 ноября 2004 года № 63-оз «О статусе и границах муниципальных образований Ханты-Мансийского автономного округа - Югры»

## Население
| 2010  | 2012  | 2013  | 2014  | 2015  | 2016  | 2017  |
| ----- | ----- | ----- | ----- | ----- | ----- | ----- |
| 1413  | ↘1399 | ↘1354 | ↘1335 | ↘1304 | ↘1267 | ↘1265 |
| 2018  | 2019  | 2020  | 2021  |       |       |       |
| ↗1299 | ↘1259 | ↘1233 | ↘1202 |       |       |       |

## Состав сельского поселения
| № | Населённый пункт | Тип населённого пункта          | Население |
| - | ---------------- | ------------------------------- | --------- |
| 1 | Елизарово        | село                            | 427       |
| 2 | Кедровый         | посёлок, административный центр | 986       |